# 洪湖水库
洪湖水库是中国江西省鹰潭市余江县境内的一座水库，位于信江支流上，建于1966年。水库正常库容为1190万立方米，平均水深为5.70米，集雨面积为7平方千米，海拔为50.5米。